# Ronde van Italië 1939
| Eindklassement      |                             |              |
| Algemeen klassement | Giovanni Valetti            | 88h 02' 00"  |
| Tweede              | Gino Bartali                | + 2' 59"     |
| Derde               | Mario Vicini                | + 5' 07"     |
| Vierde              | Severino Canavesi           | + 7' 55"     |
| Vijfde              | Settimio Simonini           | + 16' 40"    |
| Zesde               | Salvatore Crippa            | + 17' 52"    |
| Zevende             | Giordano Cottur             | + 18' 40"    |
| Achtste             | Cesare Del Cancia           | + 24' 34"    |
| Negende             | Cino Cinelli                | + 26' 10"    |
| Tiende              | Bernardo Rogora             | + 27' 40"    |
| (Bel)               | Theo Van Oppen (30e)        | + 2h 28' 21" |
| (Ned)               | geen                        |              |
| Rode Lantaarn       | Serafino Santambrogio (54e) | + 6h 59' 17" |
| Bergklassement      | Gino Bartali                | ... punten   |
| Tweede              | Giovanni Valetti            | ... punten   |
| Derde               | Michele Benente             | ... punten   |
| Ploegenklassement   | Frejus                      | ...h ..' .." |
| Tweede              | ...                         | -            |
| Derde               | ...                         | -            |

In 1939 ging de 27e Giro d'Italia op 28 april van start in Milaan en eindigde op 18 mei in Milaan. Er stonden 91 renners verdeeld over 15 ploegen aan de start. Deze ronde werd gewonnen door de Italiaan Giovanni Valetti.
- Aantal ritten: 17
- Totale afstand: 3014 km
- Gemiddelde snelheid: 34,237 km/h
- Aantal deelnemers: 91

## Belgische en Nederlandse prestaties
In totaal namen er 7 Belgen en geen Nederlanders deel aan de Giro van 1939.

### Belgische etappezeges
- In 1939 was er geen Belgische etappezege.

### Nederlandse etappezeges
- In 1939 was er geen Nederlandse etappezege.

## Etappe uitslagen
| Datum    | Etappe    | Parcours                           | Afstand | Eerste            | Tweede           | Derde             | Klassementsleider |
| -------- | --------- | ---------------------------------- | ------- | ----------------- | ---------------- | ----------------- | ----------------- |
| 28 april | etappe 1  | Milaan - Turijn                    | 180 km  | Vasco Bergamaschi | Secondo Magni    | Adolfo Leoni      | Vasco Bergamaschi |
| 29 april | etappe 2  | Turijn - Genua                     | 226 km  | Gino Bartali      | Cino Cinelli     | Mario Vicini      | Gino Bartali      |
| 30 april | etappe 3  | Genua - Pisa                       | 187 km  | Cino Cinelli      | Adolfo Leoni     | Mario Vicini      | Cino Cinelli      |
| 1 mei    | etappe 4  | Pisa - Grosseto                    | 154 km  | Carmine Saponetti | Ruggero Moro     | Giordano Cottur   | Cino Cinelli      |
| 2 mei    | etappe 5  | Grosseto - Rome                    | 222 km  | Olimpio Bizzi     | Adolfo Leoni     | Glauco Servadei   | Cino Cinelli      |
| 4 mei    | etappe 6a | Rome - Rieti                       | 85 km   | Carmine Saponetti | Adolfo Leoni     | Ezio Cecchi       | Cino Cinelli      |
| 4 mei    | etappe 6b | Rieti - Monte Terminillo (tijdrit) | 14 km   | Giovanni Valetti  | Gino Bartali     | Michele Benente   | Cino Cinelli      |
| 5 mei    | etappe 7  | Rieti - Pescara                    | 191 km  | Adolfo Leoni      | Gino Bartali     | Glauco Servadei   | Cino Cinelli      |
| 6 mei    | etappe 8  | Pescara - Senigallia               | 177 km  | Diego Marabelli   | Bernardo Rogora  | Walter Generati   | Cino Cinelli      |
| 7 mei    | etappe 9a | Senigallia - Forlì                 | 116 km  | Glauco Servadei   | Gino Bartali     | Ruggero Moro      | Secondo Magni     |
| 8 mei    | etappe 9b | Forlì - Florence                   | 106 km  | Gino Bartali      | Cino Cinelli     | Olimpio Bizzi     | Giovanni Valetti  |
| 9 mei    | etappe 10 | Florence - Bologna                 | 120 km  | Olimpio Bizzi     | Gino Bartali     | Severino Canavesi | Giovanni Valetti  |
| 10 mei   | etappe 11 | Bologna - Venetië                  | 231 km  | Pietro Chiappini  | Raffaele di Paco | Pietro Rimoldi    | Giovanni Valetti  |
| 11 mei   | etappe 12 | Venetië - Triëst                   | 173 km  | Giordano Cottur   | Marcel Claeys    | Michele Benente   | Giovanni Valetti  |
| 13 mei   | etappe 13 | Triëst - Gorizia (tijdrit)         | 40 km   | Giovanni Valetti  | Olimpio Bizzi    | Walter Generati   | Giovanni Valetti  |
| 14 mei   | etappe 14 | Gorizia - Cortina d'Ampezzo        | 195 km  | Secondo Magni     | Gino Bartali     | Mario Vicini      | Giovanni Valetti  |
| 15 mei   | etappe 15 | Cortina d'Ampezzo - Trente         | 256 km  | Gino Bartali      | Mario Vicini     | Cesare Del Cancia | Gino Bartali      |
| 17 mei   | etappe 16 | Trente - Sondrio                   | 166 km  | Giovanni Valetti  | Olimpio Bizzi    | Diego Marabelli   | Giovanni Valetti  |
| 18 mei   | etappe 17 | Sondrio - Milaan                   | 168 km  | Gino Bartali      | Salvatore Crippa | Fulvio Montini    | Giovanni Valetti  |

 winnaars · 
roze trui · 
  puntenklassement · 
  bergklassement · 
 jongerenklassement · 
 intergiro · 
 ploegenklassement · 
 strijdlust · 
 zwarte trui
Giro d'Italia Next Gen · Giro Donne · Cima Coppi
 Belgische rozetruidragers · etappewinnaars
 Nederlandse rozetruidragers · etappewinnaars
Mannen:
1909 · 
1910 · 
1911 · 
1912 · 
1913 · 
1914 · 
1919 · 
1920 · 
1921 · 
1922 · 
1923 · 
1924 · 
1925 · 
1926 · 
1927 · 
1928 · 
1929 · 
1930 · 
1931 · 
1932 · 
1933 · 
1934 · 
1935 · 
1936 · 
1937 · 
1938 · 
1939 · 
1940 · 
1946 · 
1947 · 
1948 · 
1949 · 
1950 · 
1951 · 
1952 · 
1953 · 
1954 · 
1955 · 
1956 · 
1957 · 
1958 · 
1959 · 
1960 · 
1961 · 
1962 · 
1963 · 
1964 · 
1965 · 
1966 · 
1967 · 
1968 · 
1969 · 
1970 · 
1971 · 
1972 · 
1973 · 
1974 · 
1975 · 
1976 · 
1977 · 
1978 · 
1979 · 
1980 · 
1981 · 
1982 · 
1983 · 
1984 · 
1985 · 
1986 · 
1987 · 
1988 · 
1989 · 
1990 · 
1991 · 
1992 · 
1993 · 
1994 · 
1995 · 
1996 · 
1997 · 
1998 · 
1999 · 
2000 · 
2001 · 
2002 · 
2003 · 
2004 · 
2005 · 
2006 · 
2007 · 
2008 · 
2009 · 
2010 · 
2011 · 
2012 · 
2013 · 
2014 · 
2015 · 
2016 · 
2017 · 
2018 · 
2019 · 
2020 · 
2021 · 
2022 · 
2023 · 
2024 · 
2025
Vrouwen:
1988 · 
1989 · 
1990 · 
1991 ·
1992 ·
1993 · 
1994 · 
1995 · 
1996 · 
1997 · 
1998 · 
1999 · 
2000 · 
2001 · 
2002 · 
2003 · 
2004 · 
2005 · 
2006 · 
2007 · 
2008 · 
2009 · 
2010 · 
2011 · 
2012 ·
2013 · 
2014 ·
2015 ·
2016 ·
2017 ·
2018 ·
2019 ·
2020 ·
2021 ·
2022 ·
2023 ·
2024 ·
2025